# Apffalter József
Apffalter József (1740 körül – Győr, 1796. december 21.) római katolikus pap, győri kanonok, kácsi apát és a győri akadémia igazgatója volt.

## Élete
1758 és 1761 között a Győri Püspöki Papnevelő Intézet és Hittudományi Főiskolán tanult. 1770-ben kinevezték komáromi, később pedig székesegyházi főesperes, 1770 és 1796 között győri kanonokként működött. 1773 és 1776 között Győrött volt prefektus, 1773–1774-ben pedig a győri szemináriumnak, majd 1776 októbere és 1783 októbere között a győri Királyi Kerületi Akadémiának volt az igazgatója.

## Munkái
- Rede auf das zweite Primitz-Fest, da Franz aus den Grafen Zichy von Vásonkeő Bischof von Raab… Denk- und Jubelopfer seines fünfzigjähr. Priesterthums den 15. aug. im. l. 1774. abgestattet. Raab (1774)
- Latin beszéde megjelent a győri akadémia felavatási ünnepélyét leíró ily című füzetben: Solennia instaurationis academiae regiae Jaurinensis VII. Idus Novembris 1776. peracta. Sopronii